# 帕布羅·羅培茲
帕布羅·荷西·羅培茲·塞拉（西班牙語：Pablo José López Serra，1996年3月7日—），為美國職棒大聯盟的投手，目前效力於明尼蘇達雙城。

## 職業生涯

### 西雅圖水手
2012年7月，羅培茲加盟水手。2014年，他因為進行湯米約翰手術導致球季報銷。2016年，他在1A拿下7勝1敗。

### 邁阿密馬林魚
2017年7月20日，水手將羅培茲、Brayan Hernandez、Brandon Miller和Lukas Schiraldi交易到馬林魚，換來大衛·菲爾普斯。該年他一共拿下5勝11敗，防禦率4.15。
2017年，羅培茲入選球隊的40人名單。2018年6月初，他成功升上3A。6月30日，羅培茲登上大聯盟。他主投6局失2分，幫助球隊5比2獲勝。
2019年，羅培茲因為肩膀受傷而休息2個多月。整季他拿下5勝8敗，防禦率5.09。2020年，他拿下6勝4敗，防禦率3.61。
2021年7月11日，羅培茲在先發前3局連續投出9次三振，寫下大聯盟紀錄。整季他拿下5勝5敗，防禦率3.07。

### 明尼蘇達雙城
2023年1月20日，馬林魚將羅培茲、José Salas和Byron Chourio交易到雙城，換來路易斯·厄萊茲。

## 技術特點
其主力球種有：
- 四縫線快速球 (92-95英里)
- 變速球 (86英里)
- 曲球 (80英里)[10]

## 個人生活
羅培茲在高中時就精通四種語言，之後他選擇就讀於醫學院。最終他選擇成為一名棒球員。

## 外部連結
- 球員資訊和成績在MLB，ESPN，Baseball-Reference，Fangraphs（英文）